# 랠프 보스턴
랠프 해럴드 보스턴(Ralph Harold Boston, 1939년 5월 9일~2023년 4월 30일)은 전 미국의 육상 선수로서, 1960년대에 멀리뛰기에서 자신의 성공들로 가장 잘 기억되고 있다.
미시시피주 로렐에서 태어나 테네시 주립 대학교의 학생으로서 보스턴은 1960년 NCAA 멀리뛰기 타이틀을 우승하였다. 같은 해 8월에 제시 오언스에 의하여 25년간 보유된 세계 기록을 깨고 로마 올림픽 출전에 합격하여 금메달을 획득하였다.
올림픽 사이에 보스턴은 AAU 국립 선수권 대회에서 4회의 멀리뛰기 타이틀(1961, 1962, 1963, 1964)을 우승하였다.
1968년 1위 쟁탈전과 국립 타이틀을 둘다 패하였어도 그는 지속적으로 출전에 나갔다. 멕시코시티 올림픽에서 밥 비먼과 동독의 클라우스 베어에 밀려 동메달을 끝으로 육상계에서 곧 은퇴하였다.